# Rapsod
Rapsod kallades en kringvandrande professionell sångare, bard och recitatör av berättelser och poesi i det antika Grekland. En av de mest kända rapsoderna var Homeros, mannen som traditionellt tillskrivs författandet av Iliaden och Odyssén.